# 5-я горнопехотная дивизия (вермахт)
5-я горнопехотная дивизия (нем. 5. Gebirgs-Division, в некоторых источниках 5-я горная дивизия) — сформирована в 25 октября 1940 года, в Тироле, Австрия, на основе 100-го горнопехотного полка 1-й горнопехотной дивизии и 85-го пехотного полка 10-й пехотной дивизии и военнообязанных 7-го, 13-го и 18-го военных округов, соответственно штаб-квартиры Мюнхен, Нюрнберг, Зальцбург. Тактический знак дивизии — се́рна. Среди военнослужащих дивизии знак имел прозвище «Гаме».
5-я горнопехотная дивизия состояла исключительно из солдат 1915—1920 годов рождения. Дивизия укомплектована, главным образом, уроженцами горных германских областей: Тироль, Гарц, южная Бавария.

## Боевой путь дивизии
С октября 1940 года включена в состав действующей армии и находилась в Германии, с марта 1941 года — в Болгарии. В апреле 1941 года — Греческая кампания. Атака на укреплённую Линию Метаксаса, оккупация Салоник. Захват Фермопил и Афин.
В мае 1941 года — Критская операция. 21 мая высажена транспортными самолётами на аэродроме Малеме (на западе острова), не вся. Поскольку каждый самолёт мог принять на борт всего 12 солдат со снаряжением и вооружением, требовалось совершить большое число рейсов. Вторую волну планировалось переправить морем, высаживая десант там же в Малеме. Для этого командир дивизии генерал-майор Юлиус Рингель решил использовать более 60-ти небольших греческих рыболовных судов (каиков). Катастрофа произошла 19 мая, когда каики были перехвачены в море кораблями британского флота: из двух полных батальонов, размещённых на каиках, острова Крит достигли всего 52 человека. К 1 июня 1941 года — полная зачистка Крита от австралийских, новозеландских и британских войск. За время операции (боёв) дивизия потеряла 833 человека (20 офицерский и 813 рядовой состав, из них 488 — без вести пропавшие). До 22 декабря 1941 года дивизия находилась на острове Крит, в качестве оккупационной части. 100 гпп с 18 октября 1941 года был переброшен на остров Крит, где находилась вся 5 гсд. На острове Крит части и подразделения 5-й гпд были распределены, поротно, на отдельные гарнизоны и несли караульную службу у важных военных объектов и на побережье. Позже в России, многие печально вспоминали о тёплой Греции, об острове Крит, где они ещё в декабре купались в Средиземном море, загорали и ничего не делали.
Отгуляв 2-х и 3-х недельные отпуска, личный состав дивизии приступил к учёбе. С января до 15 марта 1942 года дивизия находилась в горном лагере близ курорта Рейхенгалль (Бавария), проходя усиленную лыжную подготовку. Дивизия предназначалась для весеннего наступления на Мурманск. Подразделения дивизии отправлялись на Восточный фронт — по-эшелонно, по 2 — 3 роты в каждом, со всей материальной частью (мат. частью) и снаряжением. Предварительно солдаты получили зимнее обмундирование: теплые лыжные ботинки, перчатки, подшлемники, нагрудники, по 6 пар носков. С 14 марта 1942 года началась отправка частей дивизии на Восточный фронт по следующему маршруту: Пидинг — Мюнхен — Берлин — Кёнигсберг — Тосно — Любань. Согласно другому опросу, маршрут был таким: Пидинг — Мюнхен — Регенсбург — Лейпциг — Берлин — Франкфурт-на-Одере — Позен — Хоэнзальца — Торн — Остероде — Алленштейн — Гумбиннен — Каунас (20 марта) — Двинск — Псков — Луга — Красногвардейск — Любань.
3-й батальон 100-го горнопехотного полка (100 гпп) прибыл в Любань 24 марта 1942 года. Здесь уже находились подразделения 85 гпп. 25 марта 1942 года 3-й батальон и 100-й гпп выступил из Любани в северо-восточном направлении и до 31 марта 1942 года находились в блиндажах в районе 8711. 31 марта 1942 года 3-й батальон 100-го гпп получил задачу атаковать русские части, которые окружили много немецких подразделений, прорвать кольцо и вывести людей и мат. часть в немецкий тыл.
С апреля 1942 по ноябрь 1943 года — тяжёлые бои на Ленинградском фронте. После тяжёлых оборонительных боёв под Ленинградом, огромных потерь, дивизию выводят на доукомплектование в Германию.
С декабря 1943 года и до конца войны — бои в Италии (оборона Линии Густава, в том числе под Монте-Кассино). С 1944 года дивизия — в резерве в Альпах.
8 мая 1945 года, под Турином, сдалась в плен 5-й американской армии.

## Составдивизии
- управление (штаб)
- 85-й горнопехотный полк[3] (Gebirgsjäger-Regiment 85)
- 100-й горнопехотный полк[3] (Gebirgsjäger-Regiment 100)
- 95-й горноартиллерийский полк (горновьючный артиллерийский полк[3]) (Gebirgs-Artillerie-Regiment 95)
- 85-й горный противотанковый батальон (Gebirgs-Panzerjäger-Abteilung 85)
- 73-я лёгкая зенитная батарея (люфтваффе)
- 95-й горный инженерный батальон (Gebirgs-Pionier-Bataillon 95)
- 95-й горный разведывательный батальон (Gebirgs-Aufklärungs-Abteilung 95)
- 95-й горный медицинский батальон (Gebirgs-Sanitäts-Abteilung 95)
- 95-й горный батальон обеспечения
- 95-й горный резервный батальон (Gebirgs-Feldersatz-Bataillon 95)
- 95-й горный батальон связи (Gebirgs-Nachrichten-Abteilung 95)

На апрель 1942 г:
- управление (штаб)
- батальон связи
- велоотряд
- 85-й горнопехотный полк, командир 85 гпп — полковник Кракка[1].
- 100-й горнопехотный полк (Полевая почта № 24010) Командир 100 гпп — полковник Утц.
  - Полк состоял из трёх горнопехотных батальонов (организация всех трёх батальонов 100 гпп — тождественная. Батальоны прибыли полностью укомплектованными в людском составе и в матчасти. Весь личный состав имеет на вооружении лыжи и белые маскхалаты), каждый из которых состоял из 5 рот:
    - 1-я и 3-я роты каждого батальона — горнопехотные; Горнопехотные роты состояли из трех взводов каждая, ячейки ротного управления, отряда (7 чел.), вооруженного противотанковыми ружьями и миномётной команды — 1 тяжёлый и 3 лёгких миномёта. Каждый взвод состоит из 4 отделений, каждое отделение — из 10 человек: один унтер-офицер и 9 рядовых.
    - 2-я и 4-я роты каждого батальона — тяжёлые пулемётные; Тяжёлая пулемётная рота имеет по три пулемётных взвода (станковые пулемёты) и по одному миномётному взводу. При передвижении в горах вся матчасть перевозится на вьючных животных, при передвижении по снегу — на волокушах.
    - 5-я рота каждого батальона — рота лёгких орудий и ПТО. 5-е роты всех батальонов имеют по два взвода противотанковых орудий — 4 орудия калибром 37 мм и по два взвода пехотных орудий — 4 орудия калибром 75 мм. Матчасть 5-й роты перевозится на конной тяге.
    - штабная рота. В штабную роту входит сапёрный взвод, взвод связи, канцелярия батальона и обоз.

13-я рота 100 гпп имела следующий состав:
- офицеров — 3,
- фельдфебелей — 5,
- унтер-офицеров — 16,
- рядовых — 175.
- Боевой состав роты — 200 чел.
- Обоз — 50 чел.
- Общий численный состав роты — 250 человек. Кроме того рота имеет: ручных пулемётов — 12, легких миномётов — 3, батальонных миномётов — 1, автоматических 10-зарядных карабинов (сконструированных по образцу русской 10-зарядной полуавтоматической винтовки) — 12 (на каждое отделение по одному карабину), стереотруб — 12 (на каждое отделение по 1), грузовиков — 3, мотоцикл с коляской — 1, вьючных животных (мулов) — около 40, лошадей обозных — 10[4]
  - 3-й батальон 100 гпп имеет 6 рот. 6-я рота является 16-й ротой 100 гпп и прибыла точно также с острова Крит, где она являлась ротой береговой обороны[2]
- 95-й горный артиллерийский полк (артполк)[2]
  - горный противотанковый батальон
  - горный разведбатальон
  - горный саперный батальон
  - горный батальон связи
  - горный полевой запасный батальон
  - горный санитарный батальон

## Командирыдивизии
- с 25 октября 1940 — генерал-майор (с декабря 1942 — генерал-лейтенант) Юлиус «Папа» Рингель, пользовался огромным уважением подчинённых[3];
- с 10 февраля 1944 — генерал-лейтенант Макс-Гюнтер Шранк
- с 18 января 1945 — генерал-майор Ханс Штетс

## Награждённые Рыцарским крестом Железного креста

### Рыцарский Крест Железного креста (30)
- Альберт Гаум, 13.06.1941 — капитан, командир 11-й роты 100-го горнопехотного полка
- Иоганн Занднер, 13.06.1941 — обер-егерь, командир отделения 11-й роты 100-го горнопехотного полка
- Франц Пфайффер, 13.06.1941 — капитан, командир 15-й роты 100-го горнопехотного полка
- Хериберт Райтель, 13.06.1941 — капитан, командир 2-го дивизиона 95-го горного артиллерийского полка
- Юлиус Рингель, 13.06.1941 — генерал-майор, командир 5-й горнопехотной дивизии
- Альбин Эш, 13.06.1941 — майор, командир 3-го батальона 85-го горнопехотного полка
- Аугуст Виттман, 21.06.1941 — оберстлейтенант, командир 95-го горного артиллерийского полка
- Аугуст Кракау, 21.06.1941 — полковник, командир 85-го горнопехотного полка
- Виллибальд Утц, 21.06.1941 — полковник, командир 100-го горнопехотного полка
- Макс Бургхартсвизер, 09.07.1941 — обер-фельдфебель, командир штурмовой группы 7-й роты 100-го горнопехотного полка
- Макс Шранк, 17.07.1941 — оберстлейтенант, командир 1-го батальона 100-го горнопехотного полка
- Отто Шури, 17.07.1941 — майор, командир 2-го батальона 100-го горнопехотного полка
- Эрхард Гнаден, 08.08.1941 — майор, командир 1-го батальона 85-го горнопехотного полка
- Эгон Треек, 08.08.1941 — майор, командир 2-го батальона 85-го горнопехотного полка
- Адольф Хофманн, 15.11.1941 — обер-лейтенант, командир 6-й роты 100-го горнопехотного полка
- Йозеф Эхингер, 22.08.1943 — обер-егерь, командир отделения 6-й роты 100-го горнопехотного полка
- Зигфрид Руппрехт, 10.09.1943 — обер-лейтенант, командир 6-й роты 85-го горнопехотного полка
- Йозеф Хампль, 10.09.1943 — обер-лейтенант резерва, командир 3-й роты 85-го горнопехотного полка
- Антон Глазль, 11.10.1943 — полковник, командир 100-го горнопехотного полка
- Франц Пёшль, 23.02.1944 — капитан, командир 1-го батальона 100-го горнопехотного полка
- Маттиас Лангмайер, 29.02.1944 — капитан, командир 3-го батальона 85-го горнопехотного полка
- Карл Рисле, 29.02.1944 — обер-егерь, командир расчета противотанкового ружья 14-й роты 85-го горнопехотного полка
- Леопольд Шремс, 27.07.1944 — обер-ефрейтор, командир отделения штабной роты 85-го горнопехотного полка
- Рихард Эрнст, 20.10.1944 — оберстлейтенант, командир 100-го горнопехотного полка
- Аугуст Раппель, 29.11.1944 — обер-фенрих, командир взвода 14-й роты 100-го горнопехотного полка
- Лоренц Шмид, 29.11.1944 — обер-ефрейтор, командир отделения управления 8-й роты 100-го горнопехотного полка
- Хельмут Германн, 18.12.1944 — капитан, командир 1-го батальона 100-го горнопехотного полка
- Фридрих Бахмайер, 09.01.1945 — капитан резерва, командир 3-го батальона 100-го горнопехотного полка
- Карл Курц, 05.03.1945 — обер-лейтенант, командир 9-й батареи 95-го горного артиллерийского полка
- Ганс Цвикенпфлюг, 05.04.1945 — майор, командир 2-го батальона 100-го горнопехотного полка

### Рыцарский Крест Железного креста с Дубовыми листьями
- Юлиус Рингель (№ 312), 25.10.1943 — генерал-лейтенант, командир 5-й горнопехотной дивизии